# Tragfähigkeit (Technik)
Die Tragfähigkeit gibt in der Technik eine maximale Belastbarkeit an.

## Hebezeuge
Die Tragfähigkeit wird mit Working Load Limit (WLL), auch Nenntragfähigkeit, bezeichnet. WLL gibt die vom Hersteller angegebene maximal zulässige Belastung eines Hebezeuges oder lastaufnehmender Elemente an; ohne Berücksichtigung dynamischer Kräfte. Sie wird in Kilogramm oder Tonnen und mit einem Sicherheitsfaktor angegeben. Siehe auch Seilsicherheit.
WLL ersetzt seit vielen Jahren die veraltete Bezeichnung „Safe Working Load (SWL)“. 
Die maximal zulässige Traglast kann je nach Traghöhe und Ausladung deutlich geringer sein als die maximale Tragfähigkeit.

## Anschlagmittel
Die Traglast von Anschlagmitteln wie Seilen, Ketten, aber auch den Ösen an den Anschlagpunkten, d. h. deren notwendige Tragfähigkeit hängt bei zwei oder mehreren Strängen vom Winkel der Aufhängung ab.

## Lager und Führungen
Die Tragfähigkeit von Lagern oder Führungen wird durch die statische Tragzahl {\displaystyle C_{0}} und die dynamische Tragzahl {\displaystyle C} ausgedrückt. Die jeweilige Tragzahl ist entscheidend für die Auswahl eines Lagers oder einer Führung im zu erwartenden Lastfall.

## Bauwesen

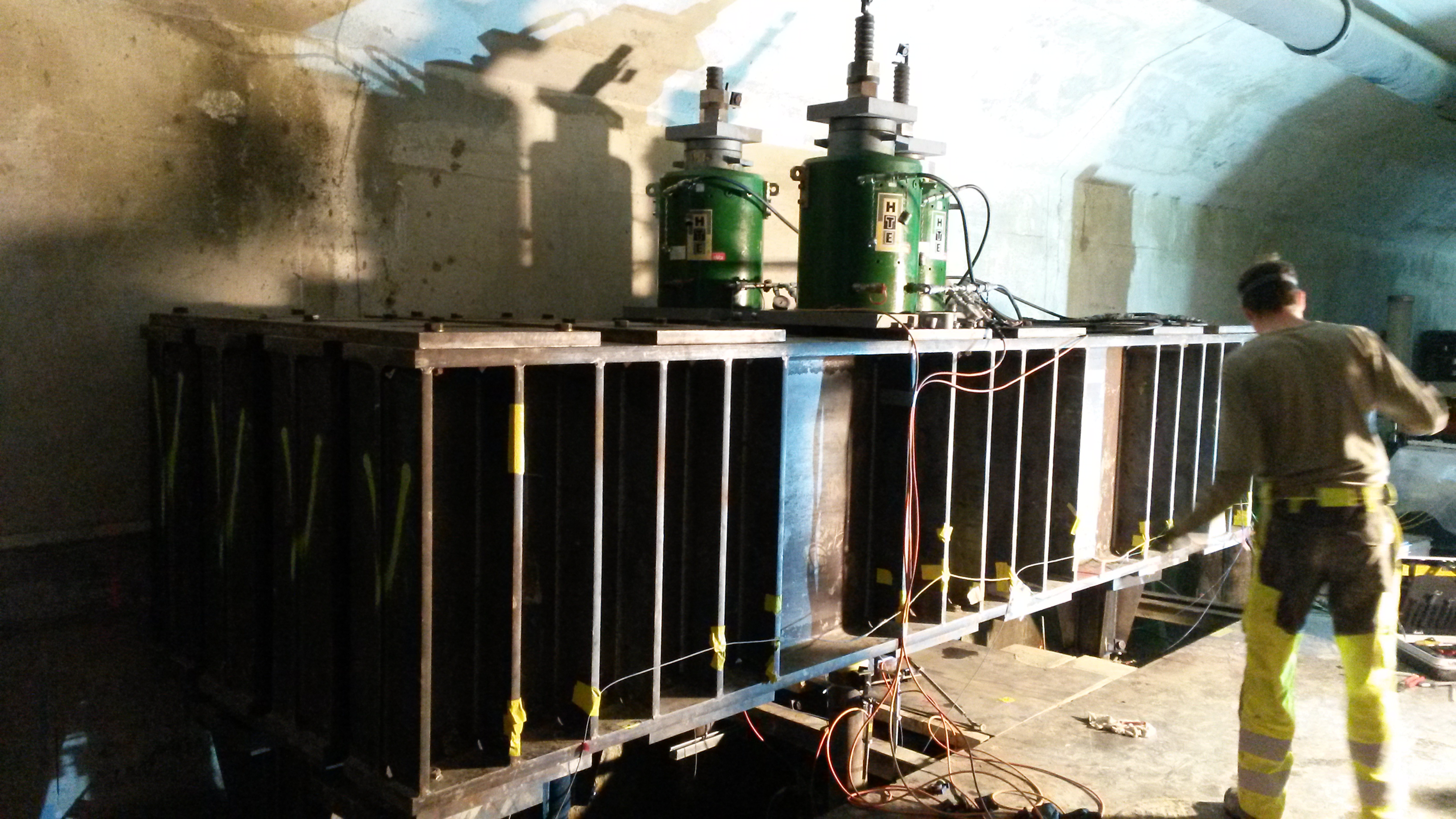
Versuchsanordnung zur empirischen Messung der Tragfähigkeit von Mikropfählen mittels hydraulischer Pressen

Im Bauwesen erfolgt die Bemessung in den „Grenzzuständen der Tragfähigkeit“ (kurz GZT oder ULS für engl. ultimate limit state). Dabei richten sich die Bemessungswerte der Bauteilwiderstände nach den maximalen Schnittkräften, die sich in der ungünstigsten Kombination äußerer Einwirkungen ergeben, mit einem risikoabhängigen Sicherheitsfaktor und je nach Material ggf. mit einem Faktor für Wechsellasten. Die Tragfähigkeit ist dann entsprechend größer und ggf. zeitabhängig.
Die Tragfähigkeit eines Bodens ist ein Maß dafür, wie tief und umfangreich die Fundamente eines Bauwerks angelegt werden müssen. Die Tragfähigkeit wird z. B. durch eine Rammsondierung, einen Lastplattendruckversuch oder einen dynamisch-statischen Pfahlversuch bestimmt.
Im Straßenbau wird die Tragfähigkeit einer Straßenbefestigung mit dem Benkelman-Balken ermittelt.

## Transportwesen
Für die Güterbeförderung im Transportwesen ist die Tragfähigkeit der Förderfahrzeuge eine wichtige Kenngröße, insbesondere die Tragfähigkeit von Schiffen und Flugzeugen.